# 214e régiment d'infanterie territoriale
Le 214e régiment d'infanterie territoriale est un régiment français qui a existé pendant la Première Guerre mondiale.

## Drapeau
Il ne porte aucune inscription.